# Partidul Socialist Român
Partidul Socialist Român (PSR, deutsch: Rumänische Sozialistische Partei) ist eine politische Partei in Rumänien. Sie ist eine 2003 entstandene Abspaltung der Sozialistischen Partei der Arbeit (PSM). Bis 2013 führte die PSR den Namen Partidul Alianța Socialistă (Deutsch: Sozialistische Allianzpartei).
Der Partei steht ein 165-köpfiges „Nationalkomitee“, ein 60-köpfiges „Direktivkomitee“ und ein 60-köpfiges „Exekutivbüro“ vor. Parteivorsitzender ist Constantin Rotaru. Die PSR ist Gründungsmitglied der Europäischen Linkspartei. Sie war wiederholt Teilnehmer beim Internationalem Treffen Kommunistischer und Arbeiterparteien.
Am 3. Juli 2010 benannte sich die Partei auf einem außerordentlichen Parteitag in Partidul Comunist Român (PCR) (deutsch: Rumänische Kommunistische Partei) um. Im Januar 2011 entschied das Gericht in Bukarest, dass der Name Partidul Comunist Român von der Partei nicht übernommen werden darf.